# 景洪秋海棠
景洪秋海棠（学名：Begonia discreta）是秋海棠科秋海棠属的植物。分布于泰国清迈以及中国大陆的云南等地，生长于海拔800米的地区，多生长在灌丛下，目前已由人工引种栽培。